# Armenischer Fußballpokal 1995
Der armenische Fußballpokal 1995 war die vierte Austragung des Pokalwettbewerbs in Armenien seit der Unabhängigkeit 1992.
18 Mannschaften waren startberechtigt. FA Ararat Jerewan gewann zum dritten Mal in Folge den Pokal. Im Finale wurde der FC Kotajk Abowjan mit 4:2 besiegt.

## Modus
Der Pokal wurde in fünf Runden, einschl. Qualifikationsrunde ausgetragen. War ein Spiel nach Ablauf der regulären Spielzeit unentschieden, wurde es um zweimal 15 Minuten verlängert. War auch nach der Verlängerung keine Entscheidung gefallen, so wurde der Sieger der Begegnung im Elfmeterschießen ermittelt.
Im Viertel- und Halbfinale wurden die Sieger in Hin- und Rückspiel ermittelt. Bei diesen Begegnungen entschied zunächst die Anzahl der Auswärts erzielten Tore.

## Qualifikation
Die Begegnung wurde am 5. März 1995 ausgetragen.
|                       | Ergebnis    |                  |
| --------------------- | ----------- | ---------------- |
| FC Kotajk Abowjan     | 1kampflos 1 | FIMA Jerewan     |
| BMA-Arai Etschmiadsin | 4:1         | FC Aragaz Gjumri |

## Achtelfinale
Die Spiele fanden im März 1995 statt.
|                     | Ergebnis              |                         |
| ------------------- | --------------------- | ----------------------- |
| FC Dinamo Jerewan   | 3:4                   | Zement Ararat           |
| FC Arabkir Jerewan  | 2:1                   | FC Aznavour Nojemberjan |
| FC Schirak Gjumri   | 4:0                   | FC Sangesur Goris       |
| Homenetmen Jerewan  | 4:0                   | FC Jerazank Jerewan     |
| ZSKA Jerewan        | 0:1                   | FC Kotajk Abowjan       |
| Homenmen Jerewan    | 4:1                   | BMA-Arai Etschmiadsin   |
| FC Van Jerewan      | 1:2                   | FA Ararat Jerewan       |
| FC Kotajk Abowjan 2 | 2:2 n. V. (3:1 i. E.) | Tufagorts Artik         |

## Viertelfinale
Die Hinspiele fanden am 4. April 1995, die Rückspiele am 13. und 14. April 1995 statt.
|                    | Gesamt |                     | Hinspiel | Rückspiel |
| ------------------ | ------ | ------------------- | -------- | --------- |
| Homenetmen Jerewan | 1:3    | FC Schirak Gjumri   | 1:2      | 0:1       |
| FC Arabkir Jerewan | 01:11  | FA Ararat Jerewan   | 0:2      | 1:9       |
| Homenmen Jerewan   | 2:3    | Zement Ararat       | 2:0      | 0:3       |
| FC Kotajk Abowjan  | 4:2    | FC Kotajk Abowjan 2 | 3:0      | 1:2       |

## Halbfinale
Die Hinspiele fanden am 5. Mai 1995, die Rückspiele am 14. Mai 1995 statt.
|                   | Gesamt |                   | Hinspiel | Rückspiel |
| ----------------- | ------ | ----------------- | -------- | --------- |
| Zement Ararat     | 1:4    | FA Ararat Jerewan | 0:3      | 1:1       |
| FC Kotajk Abowjan | 2:1    | FC Schirak Gjumri | 2:1      | 0:0       |

## Finale
| FC Kotajk Abowjan                         | FC Kotajk Abowjan | FA Ararat Jerewan | FA Ararat Jerewan |
| ----------------------------------------- | --- | --- | ----------------- |
| FC Kotajk Abowjan                         | \| 28. Mai 1995 in Jerewan (Stadion Hrasdan) \| \| Ergebnis: 2:4 \| \| Zuschauer: 5.000 \| \| Schiedsrichter: Gevorg Hovannisjan \| | \| 28. Mai 1995 in Jerewan (Stadion Hrasdan) \| \| Ergebnis: 2:4 \| \| Zuschauer: 5.000 \| \| Schiedsrichter: Gevorg Hovannisjan \| | FA Ararat Jerewan |
| FC Kotajk Abowjan                         | Eduard Jeritsjan (46. Armen Oganesjan) – Wahram Oganesjan, Wahan Arsumanjan, Gagik Oganesjan , Albert Afjan (37. Waginak Hatschatrjan) – Wahe Jaghmurjan, Samvel Sarkisjan, Karen Barseghjan, Artur Dschigardschjan (37. Lewon Sarkisjan) – Robert Mirsojan (70. Artur Abadschjan) | Harutjun Abrahamjan (79. Armenak Petrosjan) – Armen Schahgeldjan, Tigran Gspejan, Aramjis Tonojan – Lewon Stepanjan, (70. Artur Kotscharjan), Ara Nigorjan, Hakop Mkrjan, Hakop Ter-Petrosjan, Hamlet Mchitarjan – Sewada Arsumanjan, Hajik Harutjunjan (79. Aram Woskanjan) | FA Ararat Jerewan |
| FC Kotajk Abowjan                         | 1:4 Karen Barseghjan (86., FE) 2:4 Karen Barseghjan (88., FE) | 0:1 Eduard Jeritsjan (13., Eigentor) 0:2 Hajik Harutjunjan (28.) 0:3 Hamlet Mchitarjan (44.) 0:4 Hakop Ter-Petrosjan (77.) | FA Ararat Jerewan |
| 28. Mai 1995 in Jerewan (Stadion Hrasdan) | | |                   |
| Ergebnis: 2:4                             | | |                   |
| Zuschauer: 5.000                          | | |                   |
| Schiedsrichter: Gevorg Hovannisjan        | | |                   |